# Arthur Hays Sulzberger
Arthur Hays Sulzberger (12. září 1891 New York – 11. prosince 1968 New York) byl americkým novinář a od roku 1935 do roku 1961 vydavatel deníku The New York Times. Během této doby vzrostl denní náklad ze 465 000 na 713 000 a nedělní oběh ze 745 000 na 1,4 miliónu výtisků; počet zaměstnanců se více než zdvojnásobil a dosáhl 5 200 osob; a hrubý příjem se zvýšil téměř sedmkrát a dosáhl 117 milionů dolarů.  

## Osobní život
V roce 1917 se oženil s Iphigene Berthou Ochsovou, dcerou Adolfa Ochse a Effie Wise (dcera rabína Isaaca Mayera Wiseho). Měli spolu čtyři děti:
- Marian Sulzberger Heiskell (1918–2019)
- Ruth Sulzberger Holmberg (1921–2017), vydavatelka novin Chattanooga Times,[2] vdala a rozvedla se s Ben Hale Golden;
- Judith Sulzberger Rosenschein Cohen Levinson (1923–2011), lékařka
- Arthur Ochs Sulzberger (1926–2012).[3]